# Lotay Tshering

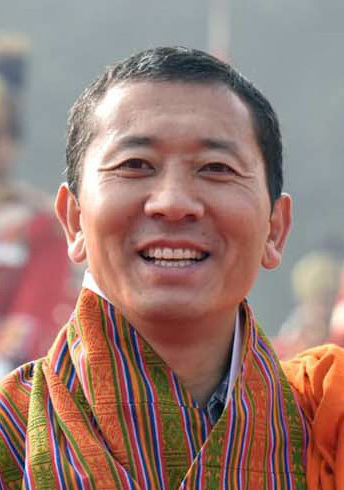
Lotay Tshering (2018)

Lotay Tshering (Dzongkha: བློ་གྲོས་ བློ་གྲོས་ ཚེ་; geboren 1969 in Mewang Gewog) ist ein bhutanischer Politiker und Arzt, der von 7. November 2018 bis 1. Dezember 2023 Ministerpräsident von Bhutan war. Seit dem 14. Mai 2018 ist er zudem Präsident der Partei Druk Nyamrup Tshogpa. 

## Biographie
Tshering wurde 1969 in Mewang Gewog als Kind einfacher Leute geboren. Nach seiner Schulzeit in Bhutan studierte er in Bangladesch an der University of Dhaka und dem Mymensingh Medical College und erhielt einen Bachelor of Medicine, Bachelor of Surgery (MBBS). Nach seinem Abschluss studierte er Chirurgie an der Bangabandhu Sheikh Mujib Medical University in Dhaka. 2007 studierte er Urologie am Medical College in Wisconsin (USA) im Rahmen eines Stipendiums der Weltgesundheitsorganisation. Nach seiner Rückkehr nach Bhutan war er der einzige praktizierende Urologe in seinem Land. Er arbeitete am National Referral Hospital in der Hauptstadt Thimphu, dem größten Krankenhaus des Landes. 2013 beschloss er in die Politik zu gehen und gab seine Tätigkeit am National Referral Hospital auf.
Im Jahr 2013 trat er mit der Druk Nyamrup Tshogpa (DNT) bei der Parlamentswahl an. Die Partei wurde drittstärkste Kraft und verpasste damit die Stichwahl. Nach der Wahlniederlage absolvierte er 2014 einen Master of Business Administration (MBA) an der University of Canberra in Australien. Am 14. Mai 2018 wurde er zum Präsidenten der Partei Druk Nyamrup Tshogpa gewählt. Seine Partei gewann fünf Monate später die meisten Sitze bei der Parlamentswahl. Dadurch wurde Tshering Premierminister und die DNT wurde zum ersten Mal zur Regierungspartei.
Am 7. November 2018 wurde er als dritter demokratisch gewählter Ministerpräsident von Bhutan vereidigt und löste seinen Vorgänger Tshering Tobgay ab. Am 27. Dezember 2018 besuchte er bei seiner ersten Auslandsreise als Premier das Nachbarland Indien. Am 13. März 2023 wurde er von Bundeskanzler Olaf Scholz in Berlin empfangen.

## Persönliches
Tshering ist mit einer Ärztin verheiratet. Das Paar hat eine Tochter und zudem zwei weitere Kinder adoptiert.
Neben seiner politischen Tätigkeit führt er an Wochenenden weiterhin Operationen durch.